# Annie Swynnerton

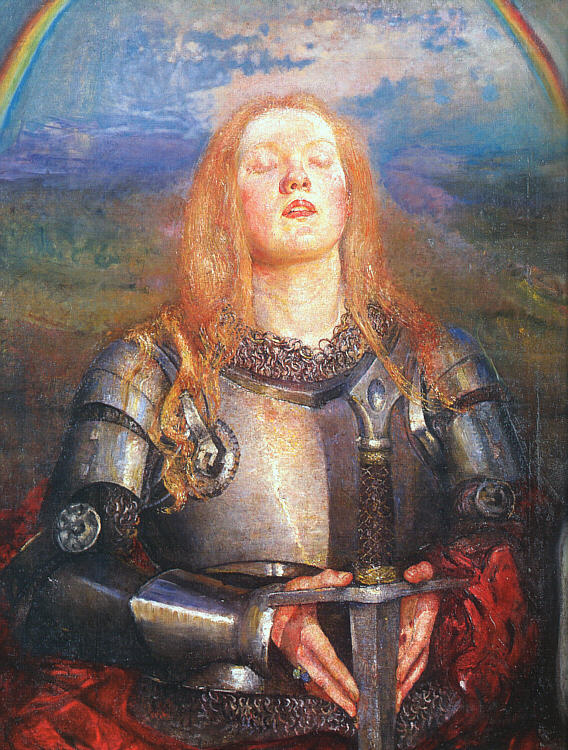
Joanna d’Arc

Annie Louisa Robinson Swynnerton (ur. 1844 w Kersal, przedmieście Manchesteru, zm. 24 października 1933 na Hayling) – brytyjska malarka.
Była feministką i surfażystką, w roku 1876 była założycielką Manchester Society of Women Painters. W 1922 została pierwszą kobietą w składzie Royal Academy od XVIII wieku.